# Trasplante uterino
El trasplante uterino es un procedimiento quirúrgico que consiste en trasplantar un útero sano a un organismo cuyo útero está dañado o que carece de este. Si atendemos a la reproducción sexual habitual de los mamíferos, cuando el útero presenta algún tipo de alteración o simplemente se carece de dicho órgano, la mujer es infértil. Este fenómeno se conoce como factor uterino de infertilidad, siendo el trasplante uterino un tratamiento potencial para esta forma de infertilidad.
El primer trasplante de útero se realizó en el año 2000 en Arabia Saudí, con un útero de donante viva, y el procedimiento se hizo público en el año 2002. Este intento terminó 3 meses después debido a la muerte del tejido del útero (necrosis). La paciente llegó a experimentar dos ciclos menstruales antes de la necrosis. 
Ya han transcurrido tres años, desde que en 2005 se publicó en “The Lancet” el nacimiento del primer bebé tras realizar un trasplante de útero procedente de un donante vivo. A partir de ese momento, se han reportado otros diez nacimientos en revistas científicas y en los medios de comunicación. Este es el resultado de la evolución de dicho procedimiento, aunque una importante limitación es la escasa disponibilidad de órganos, pues la mayoría de las donantes suelen ser madres, hermanas o amigas íntimas de las receptoras.
Con la finalidad de superar la escasez de donantes vivas, se impulsó la realización de trasplantes uterinos procedentes de donantes fallecidas. Sin embargo, tras diez intentos, hasta finales del año 2018 no se ha logrado el nacimiento de una bebé sana. La receptora es una mujer de 32 años cuyos ovarios eran fisiológicos y producían óvulos, pero que nació sin útero a causa del síndrome de Rokitansky-Küster-Hauser (MRKHS en inglés) también conocido como agenesia mulleriana o vaginal, una enfermedad congénita que afecta a una de cada 5.000 mujeres.
De hecho, este tipo de intervenciones no solo podría ayudar a mujeres infértiles por dolencias congénitas, sino que también a otras mujeres a las que les ha extirpado el útero tras infecciones o tratamientos oncológicos. No obstante, el uso de órganos de cadáveres es una técnica bastante reciente y que se considera experimental en muchos países.

## Características
El trasplante de útero está dirigido a mujeres que sufren de infertilidad absoluta por factor uterino (AUFI en inglés).

La condición AUFI (Absolute Uterine Factor Infertility), afecta a una de cada 500 mujeres en edad fértil (1:500), y es causada por ausencia de útero (ya sea por causa quirúrgica o por causa congénita) o bien por un defecto uterino (anatómico o funcional).
El primer intento de trasplante de útero en humana se realizó de una donante viva en el año 2000, pero no tuvo éxito quirúrgico y se extirpó tres meses después. El primer  trasplante de donante fallecida se realizó en 2011, y logró un embarazo nueve años después. El primer nacimiento vivo de trasplante de útero de donante muerta, tuvo lugar en 2017 en Brasil.

## Inmunosupresión
Para prevenir el rechazo natural del trasplante uterino, es imprescindible la inmunosupresión sobre madre y feto. 
Se recomienda esperar un año tras el trasplante, para buscar el embarazo, con el fin de evitar el riesgo de infecciones y la exposición del feto a altas dosis de inmunosupresores inmediatos al trasplante. Sin embargo, el estado inmunológico que se alcanza durante el embarazo en teoría podría favorecer la tolerancia al útero trasplantado.
Los inmunosupresores en este ámbito son micofenolato de mofetilo, metilprednisolona, anticuerpos (monoclonales o policlonales) y tacrolimus. En primer lugar, se induce la inmunosupresión preoperatoriamente, para depletar los linfocitos T durante el trasplante, seguido de una inmunosupresión de mantenimiento. Tras el trasplante se suspende temporalmente el uso de estos fármacos, hasta episodios de rechazo leve y agudo.
El uso de inmunosupresores durante el embarazo conlleva riesgos, tanto para la madre como para el feto.
- Para la madre, implica comorbilidades como enfermedad renal, diabetes, infecciones y neoplasias malignas, que pueden comprometer la tasa de supervivencia de las pacientes. Esto es porque los fármacos no actúan de modo selectivo, de manera que el sistema inmune pierde capacidad de actuar y resistir frente a infecciones y las células cancerosas pueden reproducirse con mayor facilidad. [6]
- En el feto, puede producirse teratogenicidad debido a la exposición de estos fármacos. Además, durante el embarazo se producen cambios fisiológicos en la madre que alteran la farmacocinética de los inmunosupresores, es decir, cómo son absorbidos, distribuidos, metabolizados y eliminados por el organismo. Esto puede modificar la cantidad de inmunosupresores que llega al feto. [6]

Por este motivo es importante monitorizar y ajustar la dosis de fármacos inmunosupresores recibidos durante el embarazo en mujeres trasplantadas, según los cambios fisiológicos que suceden durante toda la gestación. 

### Postparto
Los trasplantes uterinos tienen un carácter temporal y están destinados a cumplir el objetivo puntual de reproducción de la paciente. El útero se conserva durante un período limitado, suficiente para permitir uno o dos embarazos y posteriormente se extrae para evitar complicaciones asociadas a la inmunosupresión a largo plazo, como infecciones o rechazo.  
La extracción del útero se realiza mediante histerectomía entre los 6 y 12 meses posteriores al parto, aunque se puede extraer en el momento del parto o después de un fracaso de implantación repetido excesivo o abortos espontáneos.

## Dilemas éticos
Estos trasplantes son muy complejos y poco exitosos desde el punto de vista técnico, lo que plantea dilemas éticos frecuentemente. 
Según la Organización Nacional de Trasplantes (ONT), se trata de un logro muy cuestionable éticamente, pues este tipo de procedimientos plantea más riesgos que beneficios tanto para la madre como para el embrión. Además, los riesgos que asume la madre y el impacto sobre el feto no compensan el objetivo final de concebir un bebé, ya que existen otras alternativas viables, como la adopción o la gestación subrogada.
Pese a todo, en aquellas mujeres que nacen sin útero, prima el derecho de la mujer a la maternidad, aunque muchos piensan que es más importante respetar el principio de no maleficencia. 
La infertilidad femenina supone un tercio de todos los casos de infertilidad. Si bien, en todos los casos deberíamos realizar un análisis de riesgos y beneficios.
El trasplante de útero también afronta otros dilemas aún más complejos con aquellas personas que han cambiado de sexo, y quieran ser madres.
En ratas macho castradas, se ha realizado el trasplante de útero con ovario, con sobrevida en la mitad de los operados. No se sabe si un útero trasplantado en el receptor macho castrado, puede experimentar el ciclo reproductivo de las ratas hembras.

## Complicaciones
El trasplante uterino es un proceso reciente en la medicina reproductiva, y conlleva riesgos considerables en cada etapa del proceso.
  Durante la cirugía, las complicaciones más frecuentes incluyen fugas en las anastomosis de los vasos uterinos y trombosis arterial o venosa, lo que pone en peligro el injerto. Estas complicaciones suelen ser detectadas rápidamente mediante monitoreo Doppler intraoperatorio y postoperatorio, lo que permite su manejo inmediato.
  En el periodo postoperatorio, los problemas más comunes son el rechazo del injerto que ocurre en el 43% de las receptoras durante el primer año, y las infecciones, debido al estado de inmunosupresión de las pacientes. Además, complicaciones graves, como hidronefrosis y fístulas ureterales, pueden surgir por las dificultades técnicas en la cirugía, especialmente en la disección de uréteres y vasos uterinos.
 Durante el embarazo, los riesgos incluyen preeclampsia, diabetes gestacional, hipertensión y parto prematuro. La fertilización in vitro es obligada, dado que las trompas de Falopio no se trasplantan. 
La tasa de nacimientos vivos por transferencia de embriones es del 36%, con abortos espontáneos en el 19%, principalmente en el primer trimestre. 
La mayoría de los partos se realizan por cesárea debido al riesgo de daño en las anastomosis vaginales.

Cerca del 47% de los recién nacidos requieren cuidados intensivos, la mayoría nace sin malformaciones. [cita requerida] 

Este procedimiento, a pesar de sus riesgos, ofrece una opción para mujeres con infertilidad uterina absoluta.